# Eyvān (kommunhuvudort i Iran)
Eyvān (persiska: باغِ شاه, ایوان غرب, جوی زَر, Eyvān-e Gharb, ايوان) är en kommunhuvudort i Iran.   Den ligger i provinsen Ilam, i den västra delen av landet, 500 km väster om huvudstaden Teheran. Eyvān ligger 1 184 meter över havet och antalet invånare är 27 752.
Terrängen runt Eyvān är huvudsakligen kuperad. Eyvān ligger nere i en dal. Runt Eyvān är det ganska tätbefolkat, med 116 invånare per kvadratkilometer. Eyvān är det största samhället i trakten. Trakten runt Eyvān består till största delen av jordbruksmark.